# Огюст Люм'єр
Огюст Люм'єр (фр. Auguste Lumière; 19 жовтня 1862 — 10 квітня 1954) — винахідник кінематографу, брат Луї Жана Люм'єра.

## Життєпис
Огюст Люм'єр народився 19 жовтня 1862 року в місті Безансоні в родині художника, який захоплювався фотографією.
Разом із братом Луї Жаном Огюст Люм'єр розробив апарат, який вони назвали «кінематограф». Головним винахідником був ЛуЇ Жан Люм'єр, а Огюст допомагав йому, здебільшого грішми. Крім технічного винаходу братам Люм'єр належить ініціатива регулярного випуску фільмів.
І от, 28 грудня 1895 року в Гран-кафе на Бульвар-де-Капюсін (Париж) відбувся перший кіносеанс, що почався з показу площі Белькур у Ліоні. У той день було продано лише 35 квитків, вартістю один франк, однак потім до братів Люм'єр вибудовувалися величезні черги охочих побачити кіно.
Після такого успішного дебюту кінематограф швидко поширився по Європі.
У 1895 і 1896 роках брати Люм'єр зняли біля п'ятдесяти коротких фільмів на різні теми. Наприклад, глядачам показали документальні фільми «Вихід робітників із заводу Люм'єр», «Прибуття потягу на вокзал Ла Сьота», «Морське купання», комедія «Политий поливальник», фільм «Купання Діани».
Кіносеанси братів Люм'єр супроводжувала музика саксофона або піаніно.
Створюючи свої фільми, Луї Жан та Огюст Люм'єр придумали безліч прийомів кінозйомки. Наприклад, метод, використаний братами при зніманні проїзду по каналу у Венеції на гондолі, зараз називається тревелінгом.
Фірма Люм'єра розіслала по різних країнах спеціально навчених операторів, які робили знімання та демонстрацію кінострічок.
Але брати Люм'єр не змогли конкурувати з іншими фотографами, тому продали свої патенти.
10 квітня 1954 року Огюст Люм'єр помер у місті Ліоні.
У Франції заснована премія імені Люм'єра, яку щороку присуджують за документальні фільми.